# Micromyrtus stenocalyx
Micromyrtus stenocalyx là một loài thực vật có hoa trong Họ Đào kim nương. Loài này được (F.Muell.) J.W.Green mô tả khoa học đầu tiên năm 1980.